# Урбанський Ігор Анатолійович
Ігор Анатолійович Урбанський (нар. 2 серпня 1953, м. Ахалкалакі, Грузинська РСР) — український політик, член СПУ. Заступник Міністра транспорту та зв'язку України (грудень 2007 — липень 2009).

## Освіта
Одеське вище інженерне морське училище (1970–1976), інженер-судноводій, «Судноводіння на морських шляхах».
Володіє англійською мовою.

## Кар'єра
- 1976–1994 — 4-й, 3-й, 2-й, 1-й помічник капітана, капітан суден Чорноморського морського судноплавства.
- 1994–1996 — генеральний директор підприємства з іноземними інвестиціями «Каалбай Ойл Сервіс», м. Одеса.
- 1996–2001 — повноважний представник представництва фірми «Каалбай Шипінг (Сайпрос) Лтд», м. Одеса.
- 2004–2006 — заступник голови ради директорів з технічних питань ТОВ «Морський бізнес центр», м. Одеса.
- 2004–2006 — генеральний директор (за сумісництвом) ТОВ «Каалбай груп холдинг Україна», м. Одеса.
- Вересень — листопад 2006 — перший заступник Міністра транспорту та зв'язку України[4][5].

## Парламентська діяльність
Народний депутат України 5-го скликання з листопада 2006 до листопада 2007 від СПУ, № 37 в списку. На час виборів: заступник голови ради директорів ТОВ «Морський Бізнес Центр» (м. Одеса), член СПУ. Член фракції СПУ (з листопада 2006). Перший заступник голови Комітету з питань паливно-енергетичного комплексу, ядерної політики та ядерної безпеки (з листопада 2006).
Вересень 2007 — кандидат в народні депутати України від СПУ, № 34 в списку. На час виборів: народний депутат України, член СПУ.